# سیارک ۴۴۰۶
سیارک ۴۴۰۶ (به انگلیسی: 4406 Mahler، نامگذاری:1987YD1) چهار هزار و چهارصد و ششمین سیارک کشف شده‌است که در ۲۲ دسامبر ۱۹۸۷ کشف شد.
قدر مطلق سیارک برابر ۱۲٫۹۰ است.